# Vombsänkan
Vombsänkan ligger mellem horstene Romeleåsen og Linderödsåsen i Skåne. Vombsjön og Krankesjön har afløb til Øresund gennem Kävlingeån. Højere oppe i samme afvandingsområde ligger Sövdesjön og Klingavälsån. Klingavälsån udnyttedes længe til vanding af vådenge. Vombslätten omkring søerne er ikke så frugtbar som sletterne sydvest for Romeleåsen, Lundaslätten og Söderslätt.